# Toto (Le Magicien d'Oz)
Pour les articles homonymes, voir Toto.
Toto est un personnage de fiction du roman de L. Frank Baum Le Magicien d'Oz et de plusieurs autres œuvres se déroulant dans le pays d'Oz. Il s'agit du chien du personnage principal du roman, Dorothy Gale.

## Dans les romans
Toto apparaît dès le début du roman et accompagne Dorothy pendant son voyage au pays d'Oz. Contrairement aux autres animaux du pays d'Oz qui sont tous doués de la parole, Toto ne parle pas jusqu'au huitième roman, Tik-Tok of Oz (en).

## Dans le film de 1939

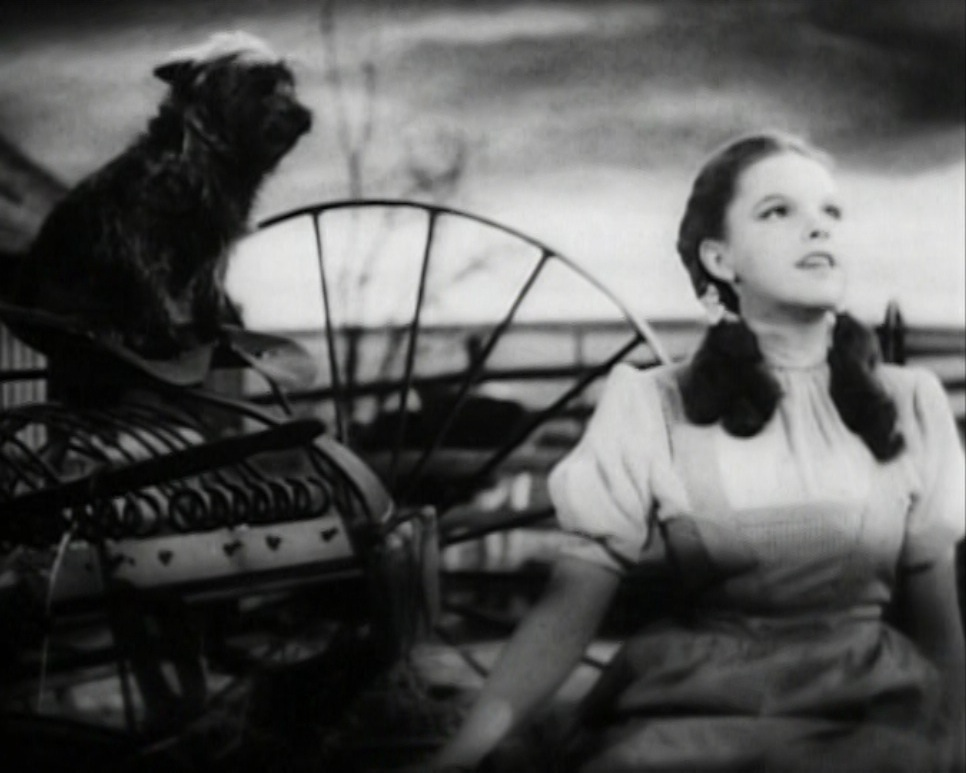
Terry dans le rôle de Toto, avec Judy Garland dans le rôle de Dorothy Gale.

Dans le film Le Magicien d'Oz de 1939 réalisé par Victor Fleming, le rôle du chien est tenu par un cairn terrier femelle nommé Terry (en), bien que le chien soit crédité Toto au générique. Les producteurs cherchaient un chien qui ressemble à celui dessiné par William Wallace Denslow, dont personne chez MGM n'avait réussi à deviner la race.